# Zehdenick

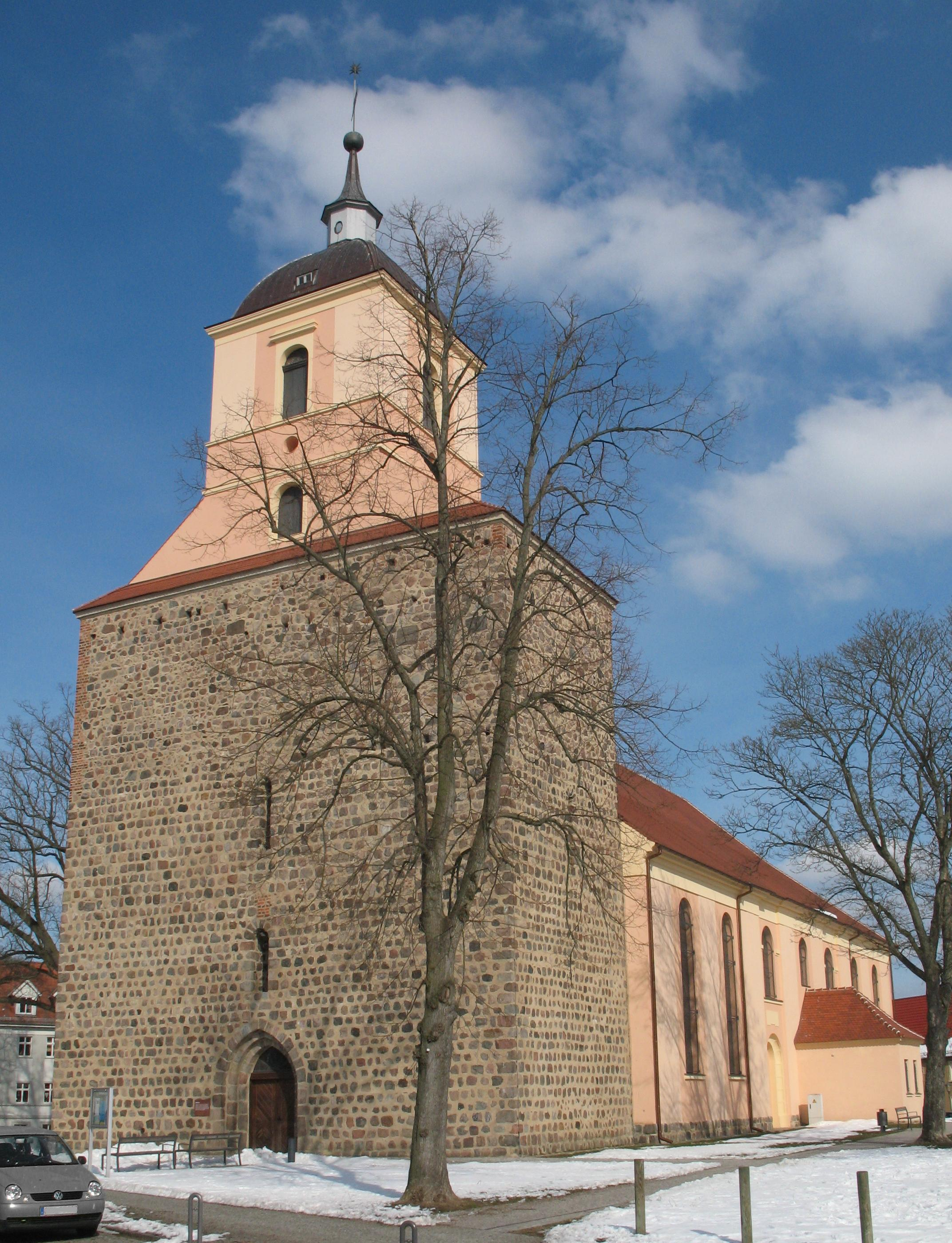
Nhà thờ

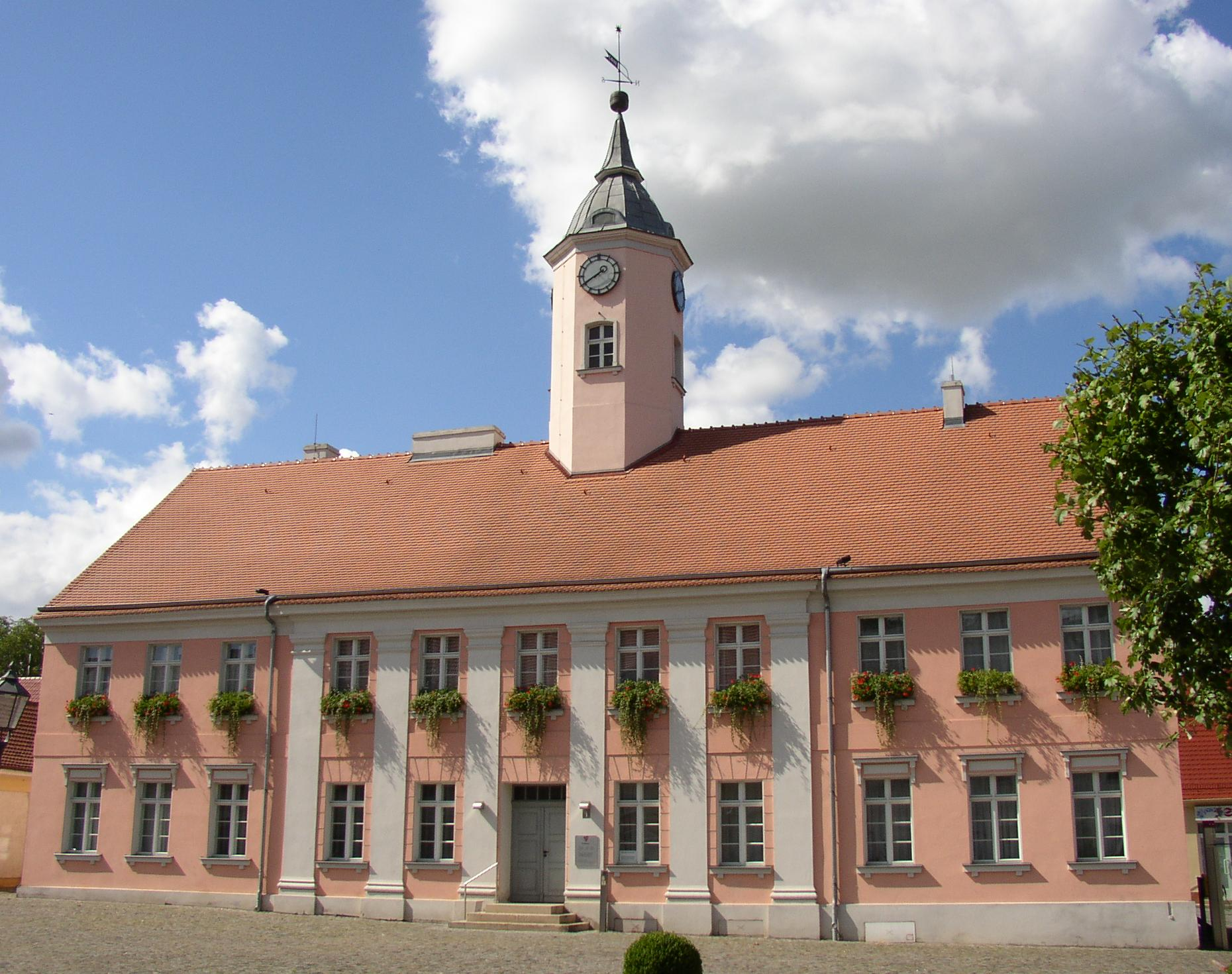
Town hall

Zehdenick là một đô thị thuộc huyện Oberhavel, bang Brandenburg, Đức.
Following Villages belong to Zehdenick:
```
* Badingen (b. Zehdenick) (with Neuhof and Osterne), 705 People

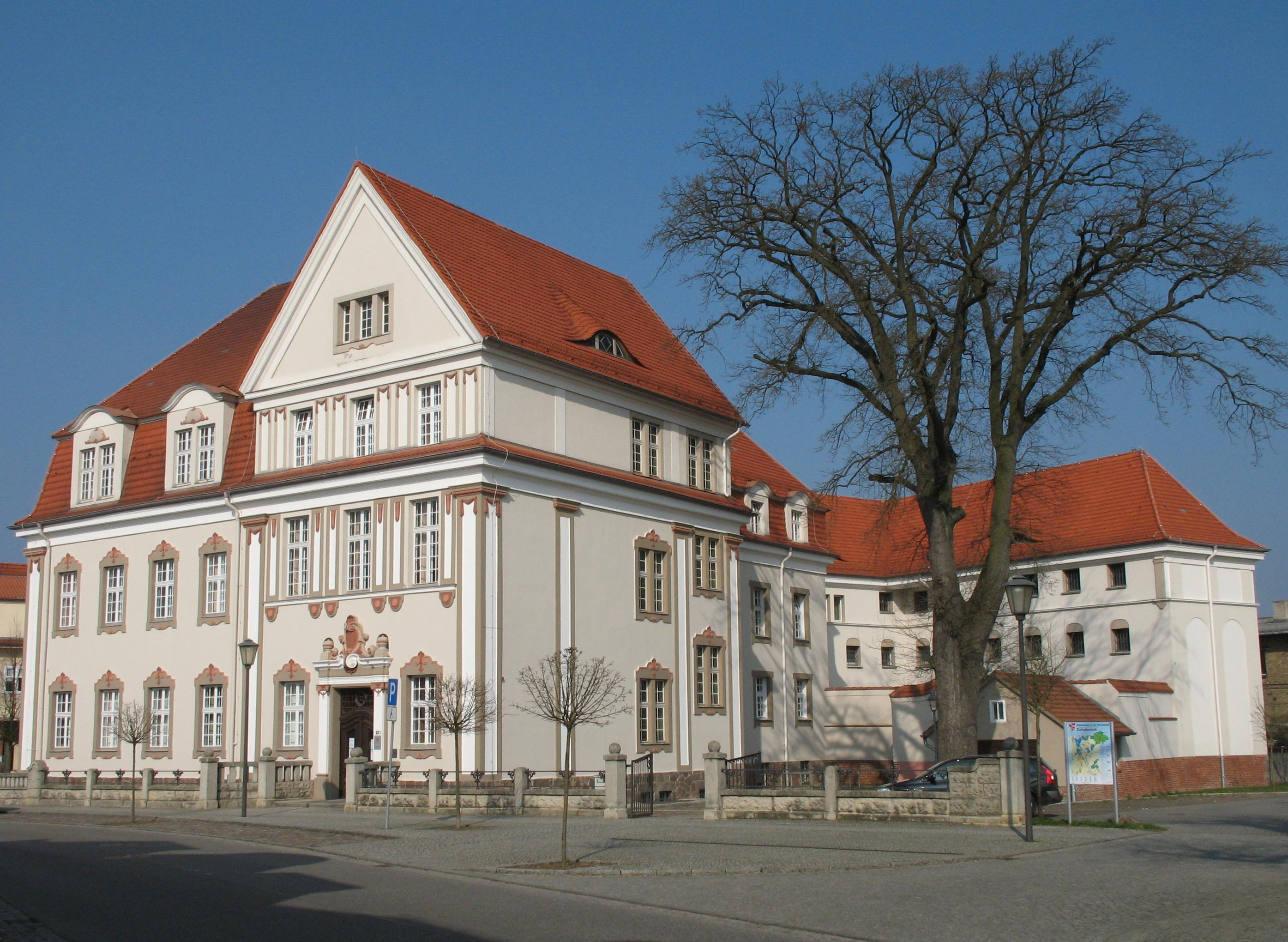
Amtsgericht

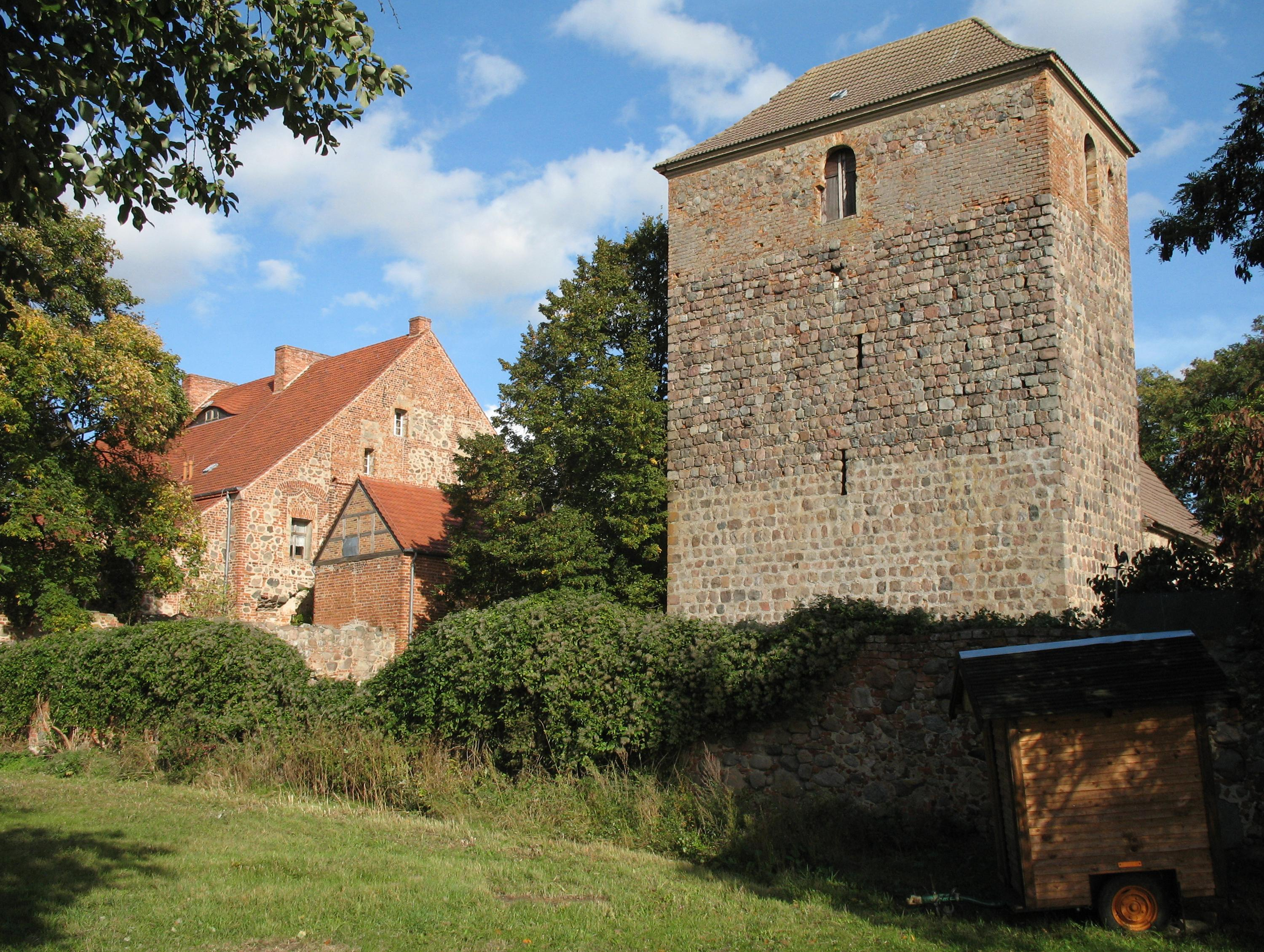
Nhà thờ Badingen

* Bergsdorf, 509 People
* Burgwall, 263 People
* Kappe, 195 People
* Klein-Mutz, 551 People
* Krewelin, 324 People
* Kurtschlag, 320 People
* Marienthal, 462 People
* Mildenberg, 832 People
* Neuhof,
* Ribbeck, 167 People
* Vogelsang, 104 People
* Wesendorf, 265 People
* Zabelsdorf, 291 People
```

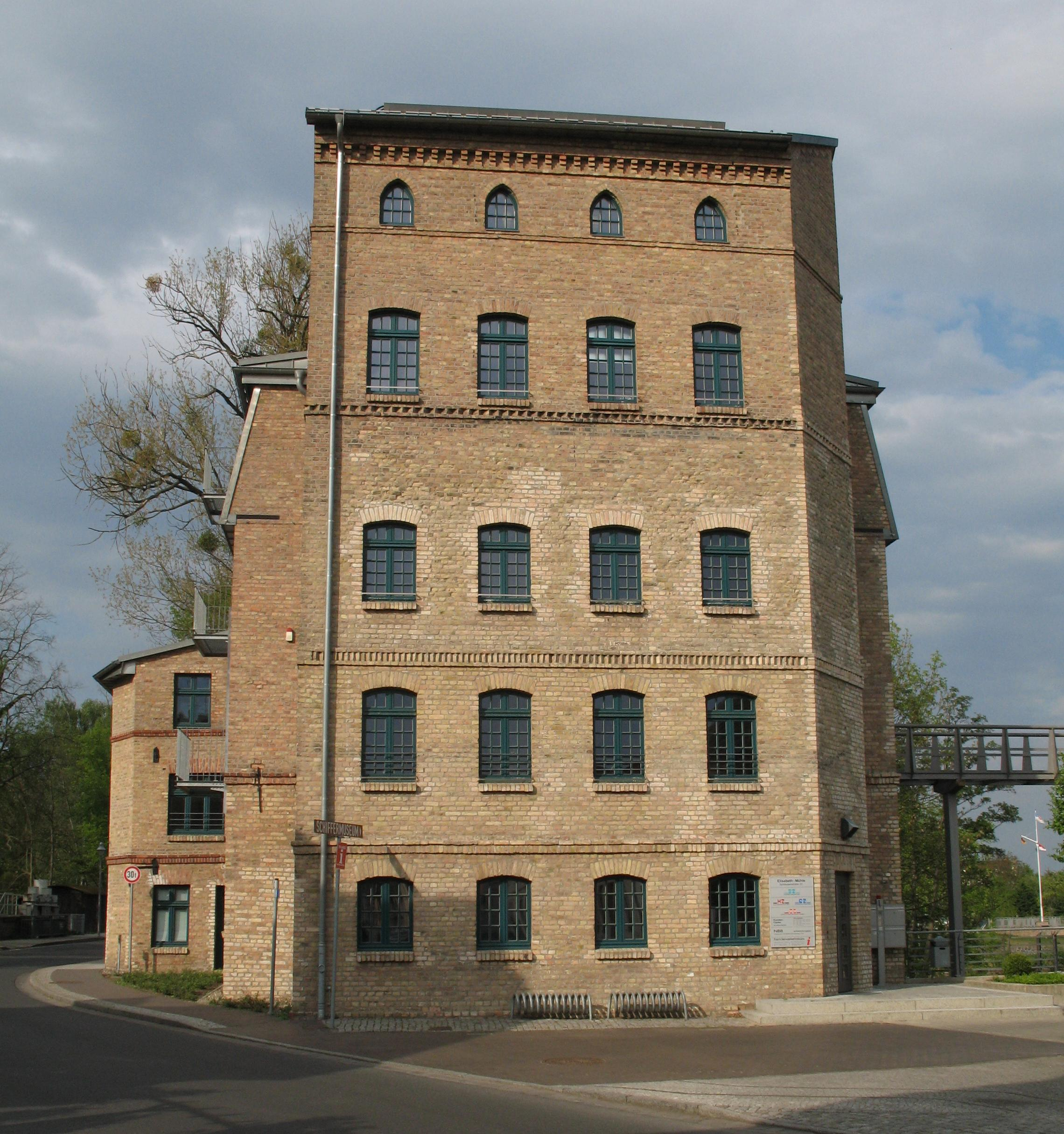
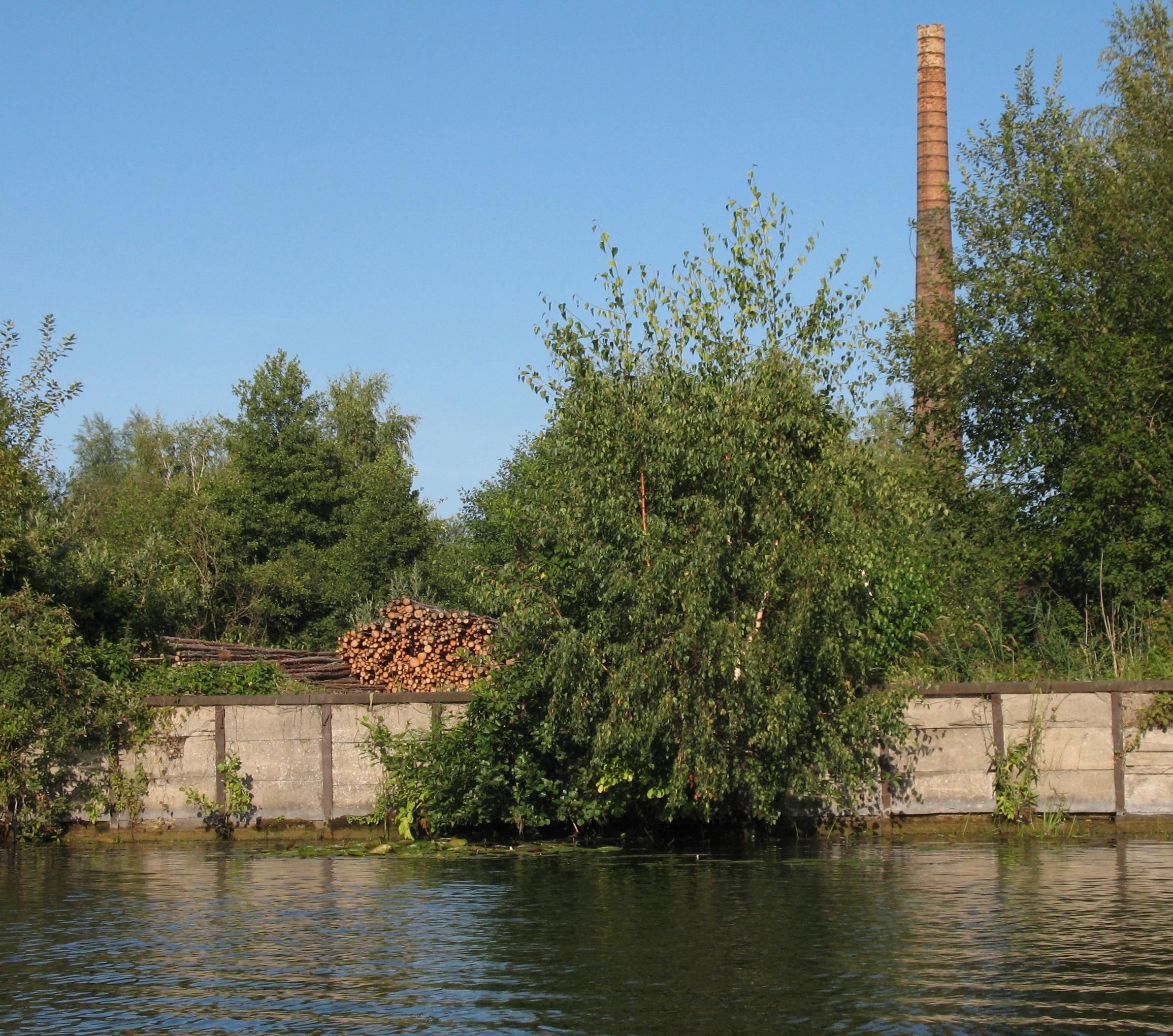
Havel
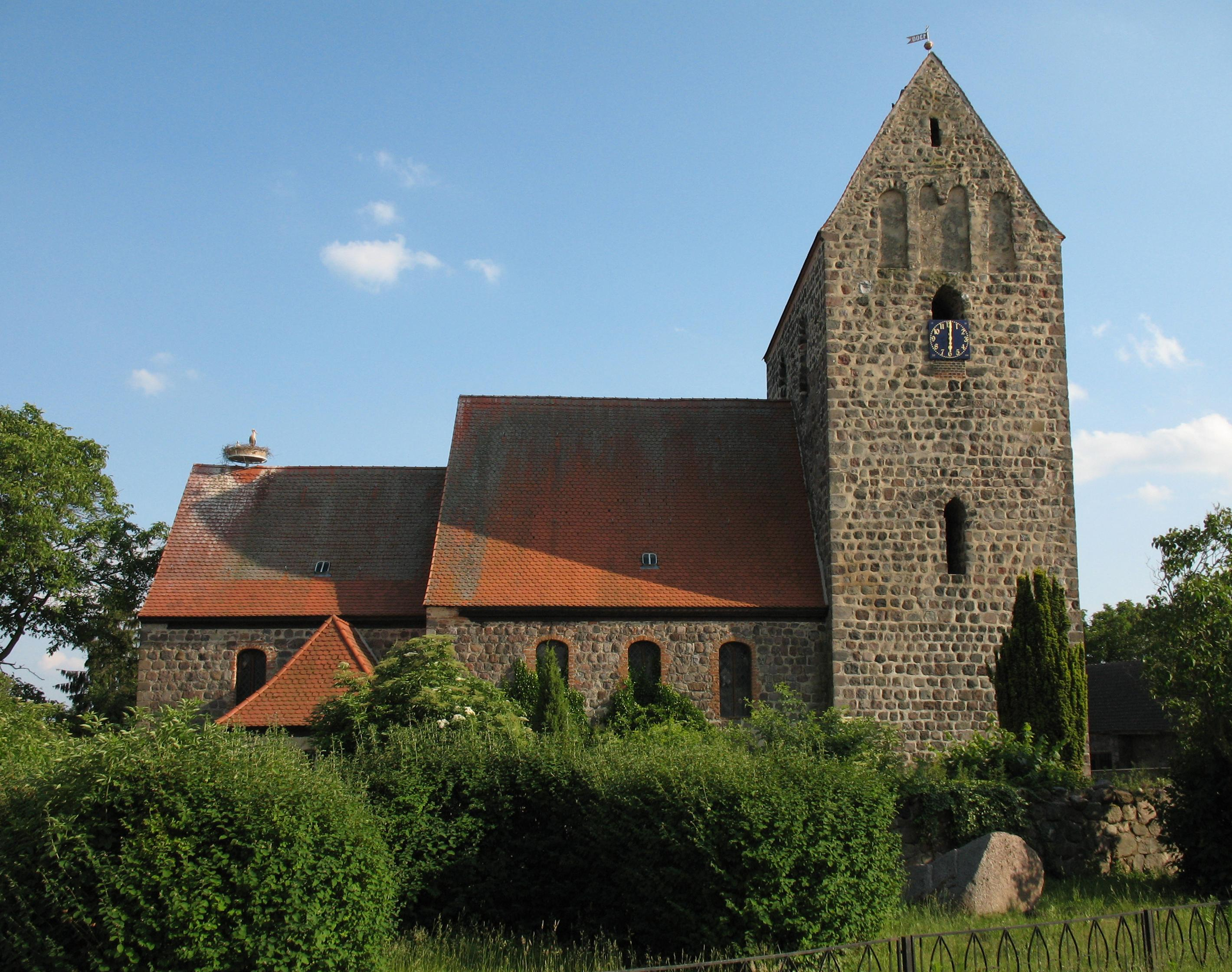
Nhà thờ Bergsdorf
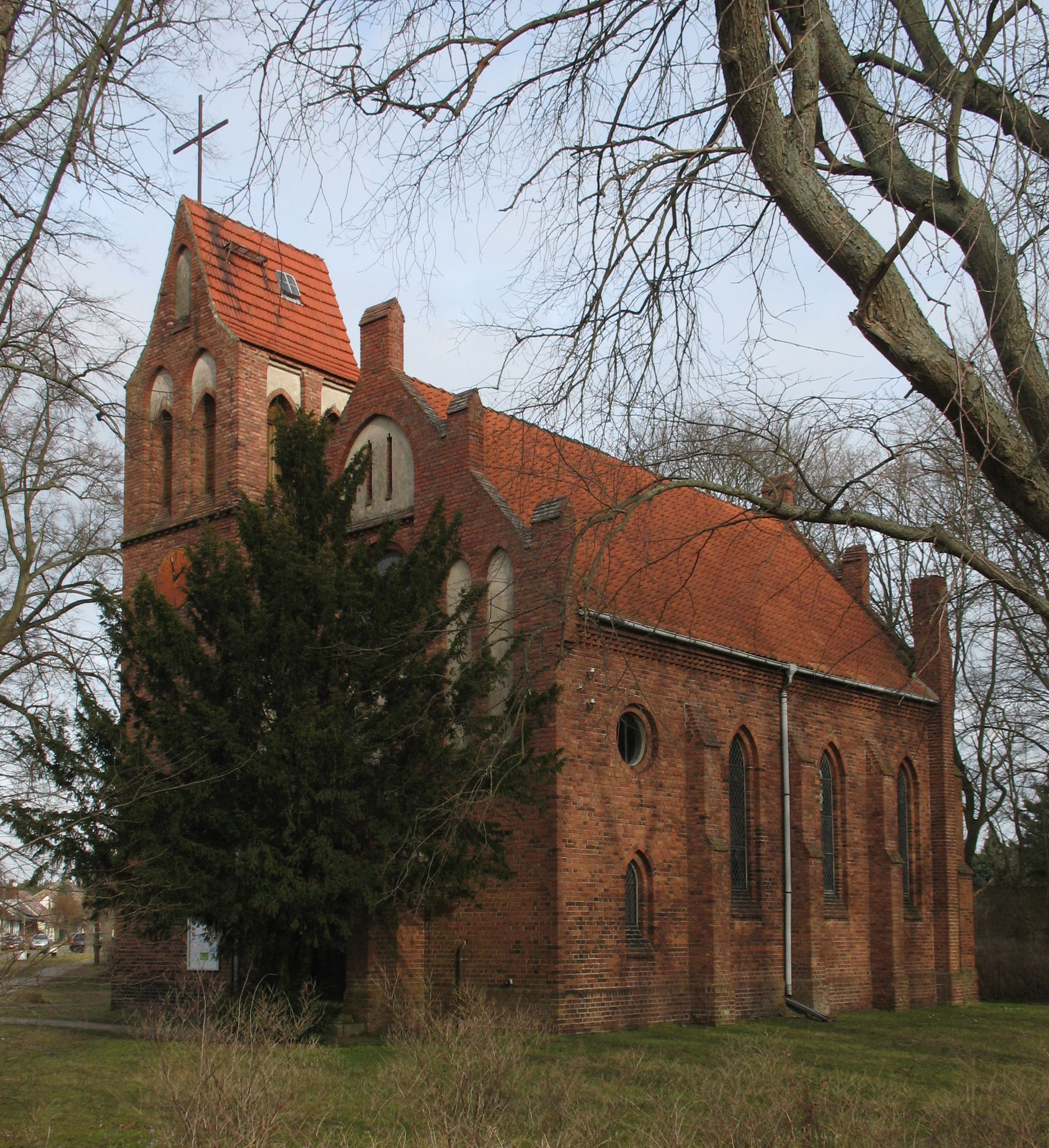
Nhà thờ Kappe
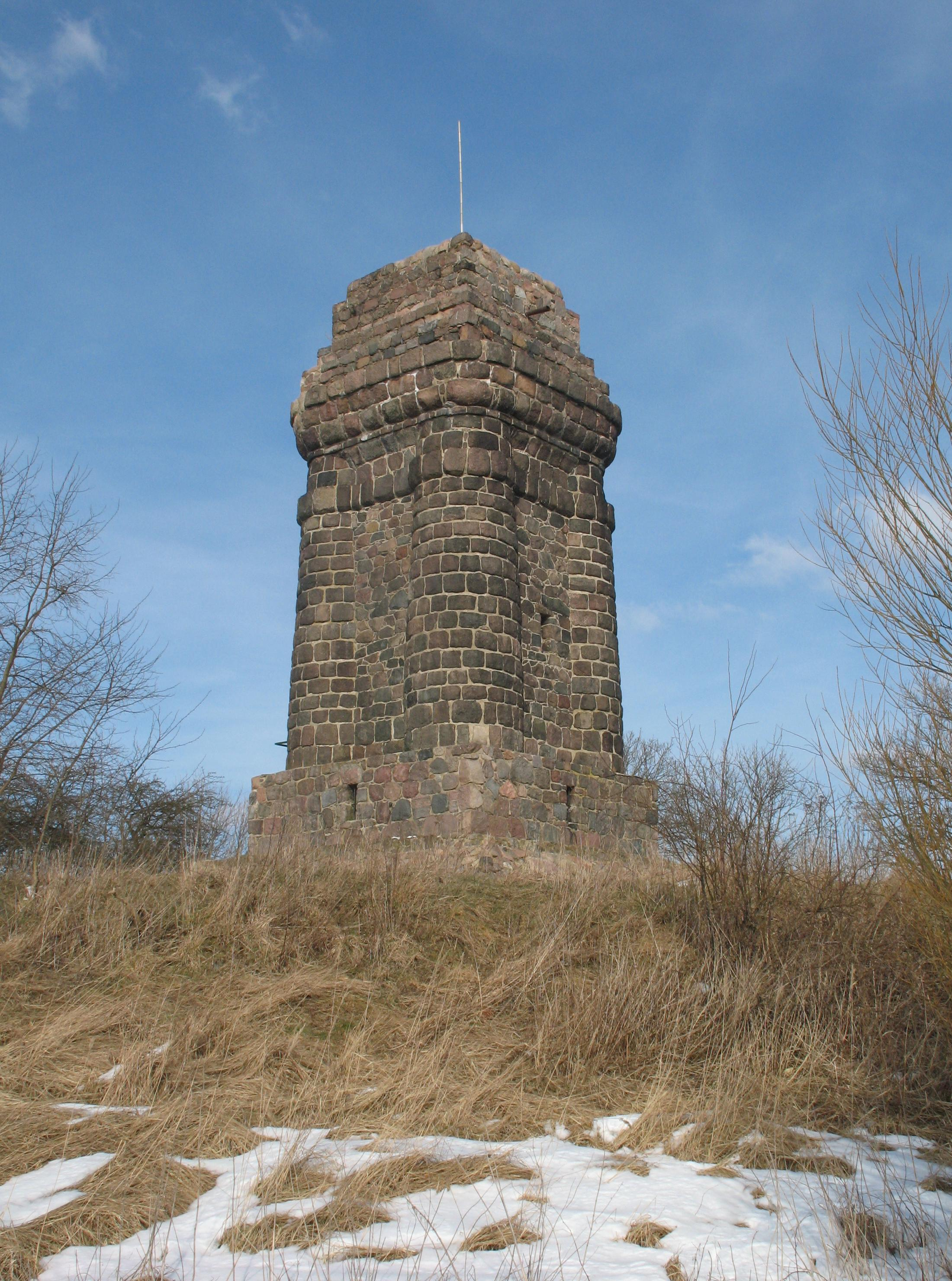
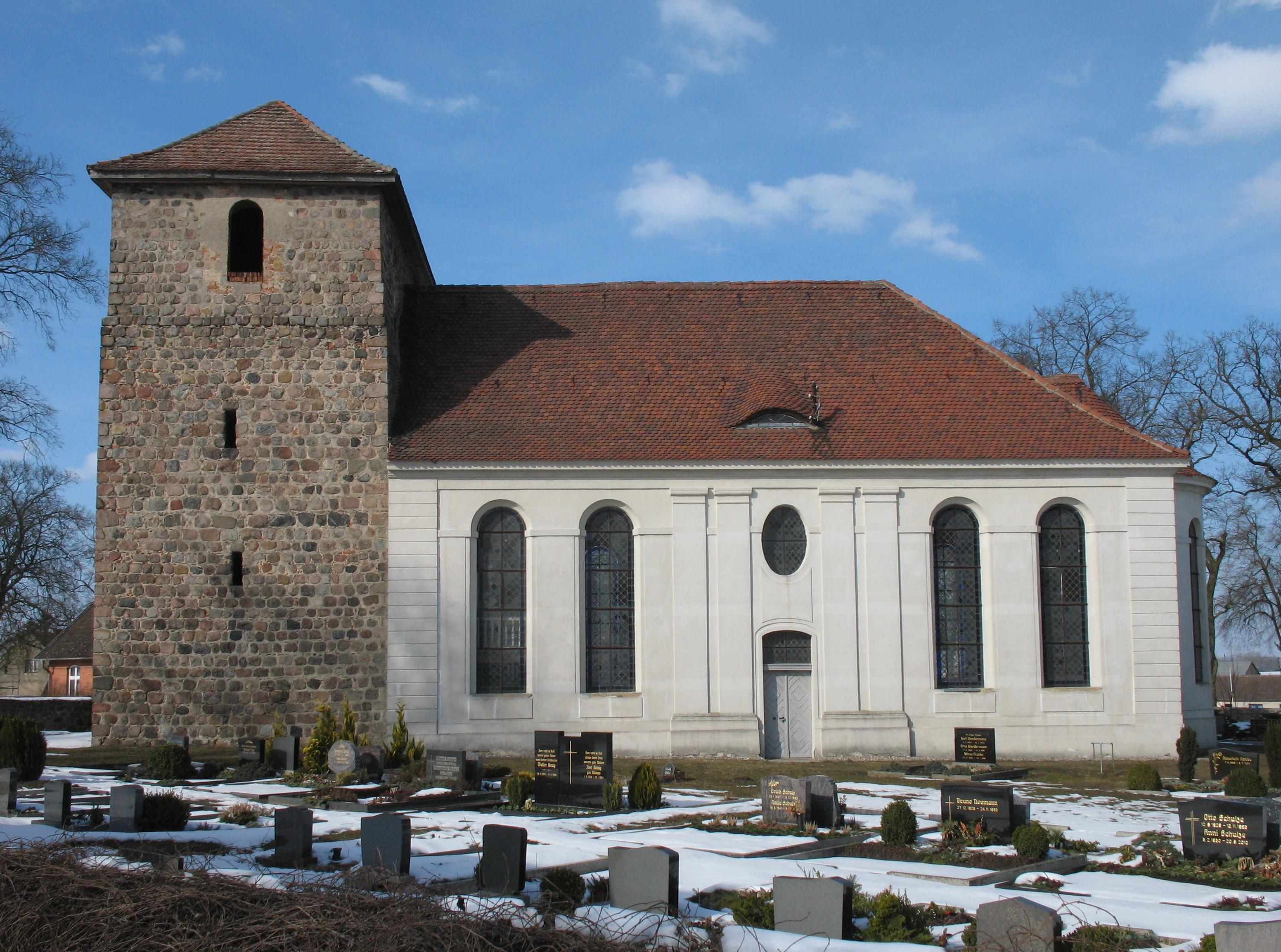
Nhà thờ Klein-Mutz
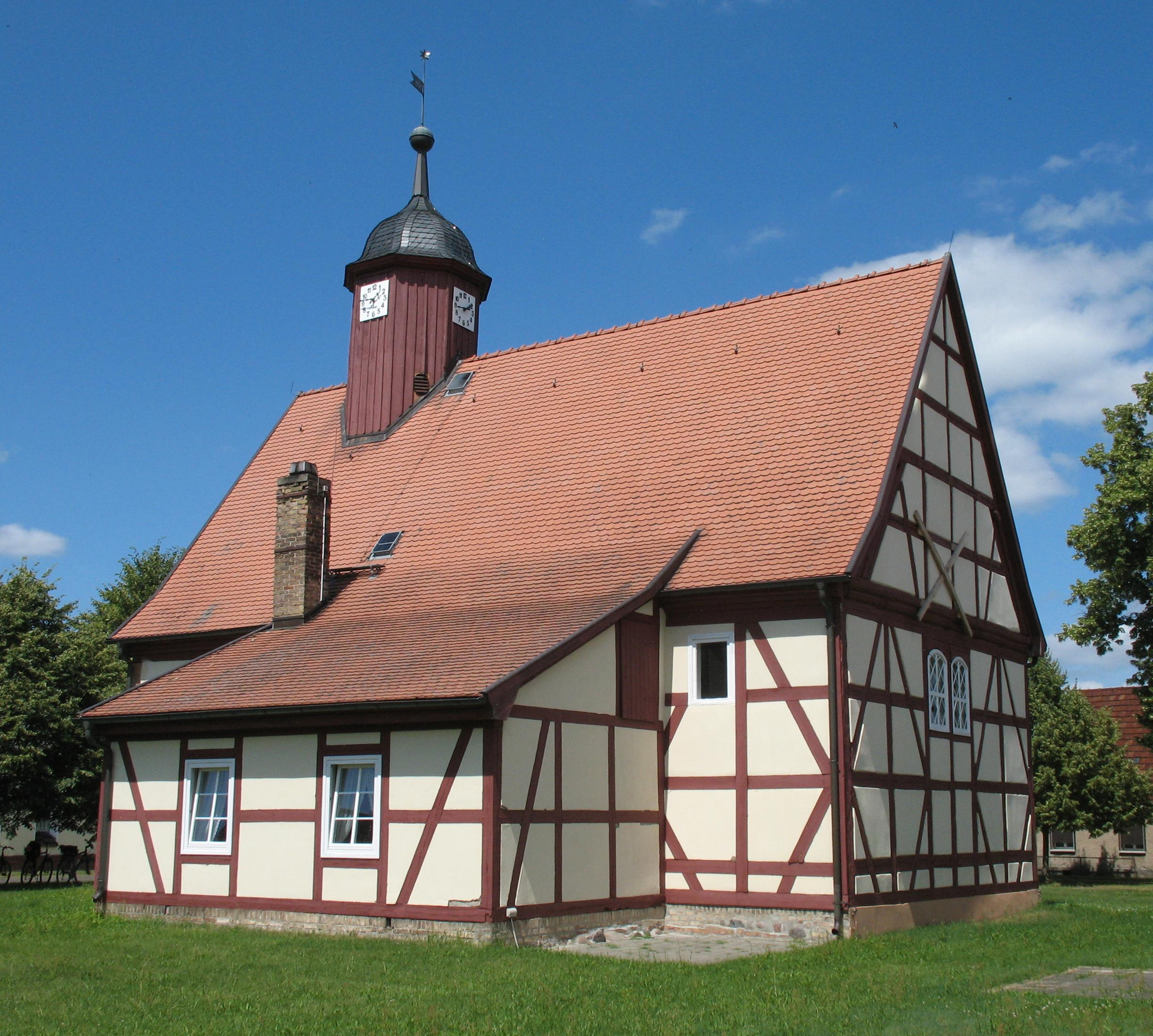
Nhà thờ Krewelin
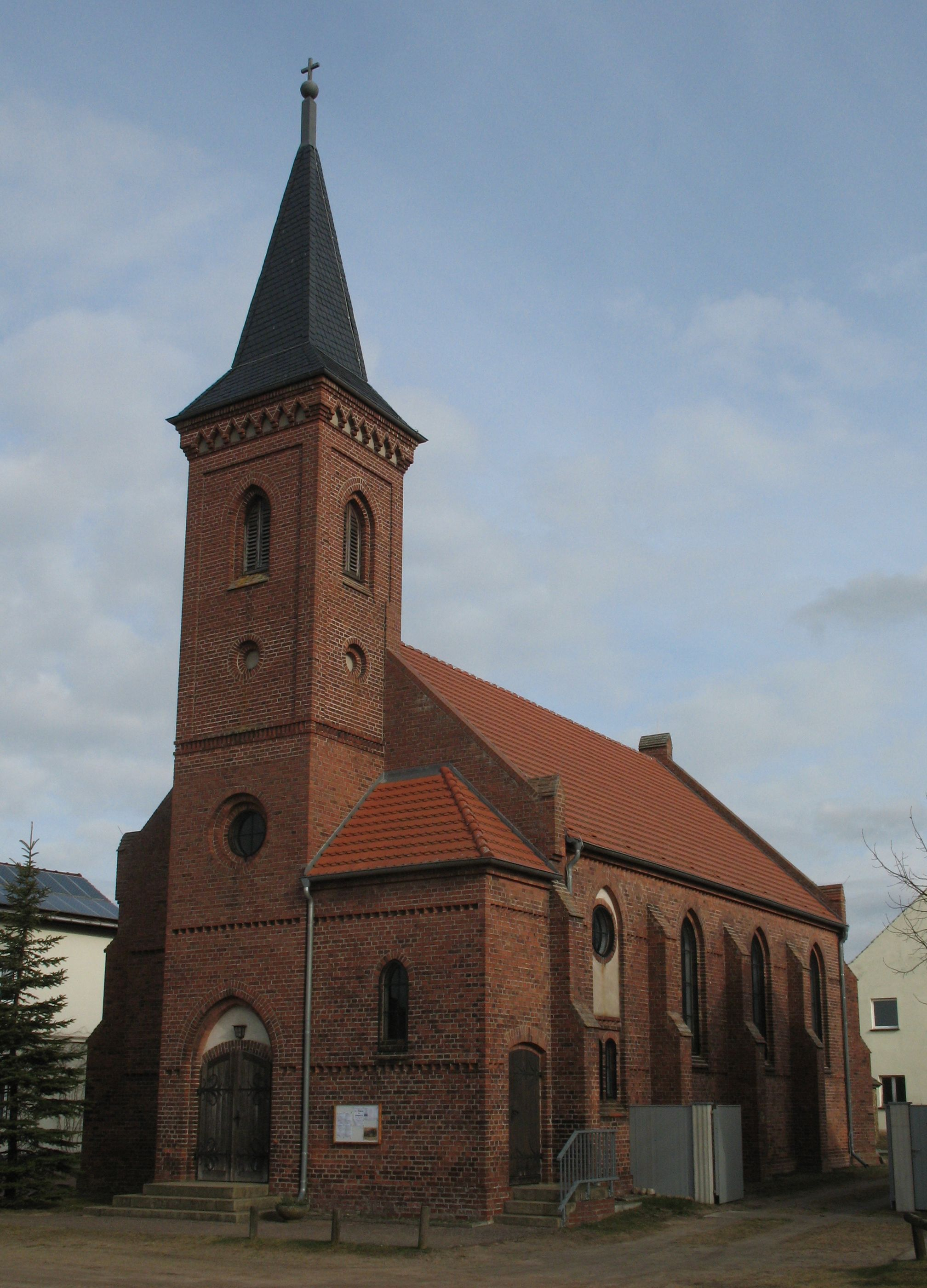
Nhà thờ Kurtschlag
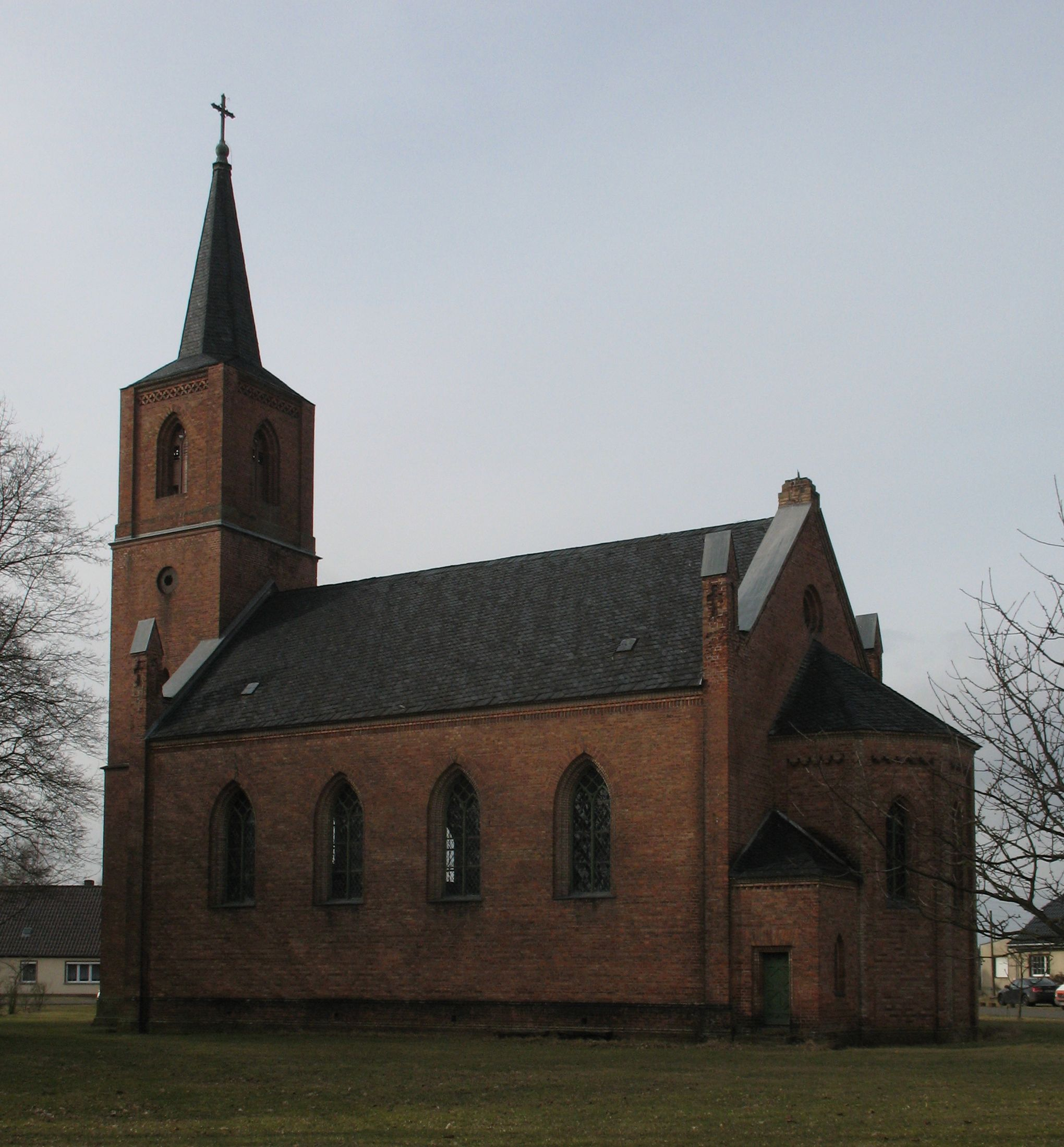
Nhà thờ Wesendorf